# 瓊·羅賓遜
瓊·薇奧麗特·羅賓遜（英語：Joan Violet Robinson，1903年10月31日—1983年8月5日），生於英格蘭薩里郡坎伯利，英國經濟學家，為後凱恩斯學派的重要人物，曾提出不完全競爭理論以及對新古典經濟學派發起著名的劍橋資本爭論。

## 生平
她的父親為英國陸軍少將從男爵Frederick Barton Maurice爵士，祖父為英國陸軍少將John Frederick Maurice。
1925年，畢業於剑桥大学格顿学院，隨後與經濟學家奧斯丁·羅賓遜（Austin Robinson）結婚。她最早是新古典主義經濟學的一員，但在認識凯恩斯之後，改變了她的想法。1933年，她出版了《不完全競爭經濟學》（The Economics of Imperfect Competition），是最早對於獨佔性競爭與不完全競爭提出經濟學理論的學者之一。
在1936年至1937年，經濟大蕭條時期，她是最早在大學中教授凱恩斯《就业、利息和货币通论》的經濟學者之一。1942年，出版《馬克思經濟學評論》（An Essay on Marxian Economics），回顧了卡爾·馬克思在經濟學上的學說。
在第二次世界大戰期間，她曾經拜訪過蘇聯與中國，啟發了她對開發中國家的研究興趣。
1956年，出版《資本的累積》（The Accumulation of Capital），將長期性的觀點，加入凱恩斯主義經濟學之中。隨後，她與尼古拉斯·卡爾多發展了劍橋學派對於經濟成長理論的觀點。
1958年，成為英國國家學術院院士。
瓊·羅賓遜曾多次訪問中國，對毛澤東與文化大革命給與積極正面的評價。她反對美國進行韓戰，認為北韓將可以很快的將韓國統一在社會主義制度下。

## 學術貢獻
因為瓊·羅賓遜提出的「不完全競爭」理論，奠定了現代新古典微觀經濟學的理論基礎，包括米爾頓·傅利曼在內的眾多經濟學家都認為她足堪得到諾貝爾經濟學獎的肯定，但她始終未獲獎。許多人認為她並未因為身為女性而遭到諾貝爾獎委員會的歧視，而是由於她左傾的立場。